# James Thomson (matemàtic)
James Thomson   (Ballynahinch, 13 de novembre de 1786 - Glasgow, 12 de gener de 1849) fou un matemàtic irlandès, conegut pels seus llibres de text i per ser el pare de lord Kelvin.

## Vida i Obra
James Thomson era fill d'uns agricultors d'Annaghmore, al nord d'Irlanda. Els seus primers estudis els va rebre del seu pare. Als onze anys ja construïa rellotges de sol. Veient les seves habilitats, el seu pare el va enviar a estudiar a Ballynahinch, on el seu professor, Samuel Edgar, el va encoratjar a prosseguir. El 1810 se'n va anar a Glasgow, pagant-se els seus estudis a la universitat amb el que obtenia treballant els estius a l'escola d'Edgar com a professor.
El 1812 va obtenir la seva graduació i el 1814 va ser nomenat professor de geografia, aritmètica i comptabilitat de la recentment creada Academical Institution de Belfast, de la que l'any següent esdevingué catedràtic de matemàtiques.
El 1817 es va casar amb Margaret Gardiner, amb qui va tenir set fills, dels quals els dos més grans van ser James i William (més conegut com a Lord Kelvin), que també serien professors de la universitat de Glasgow.
L'any 1829 va rebre un doctorat honoris causa de la Universitat de Glasgow, de la qual seria professor a partir de 1832 fins a la seva mort el 1849 per una epidèmia de còlera.
Tant a Belfast com a Glasgow, va estar escrivint llibres de text de matemàtiques que van tenir una molt notable difusió. Entre ells es poden citar:
- Treatise on Arithmetic, in Theory and Practice, Belfast, 1819; 72ava edició, Londres, 1880.
- Trigonometry, Plane and Spherical, Belfast, 1820; 4a edició Londres, 1844.
- Introduction to Modern Geography, Belfast, 1827.
- The Phenomena of the Heavens, Belfast, 1827.
- The Differential and Integral Calculus, Glasgow, 1831; 2a edició Londres, 1848.
- Euclid, Glasgow, 1834.
- Algebra, Glasgow, 1844.